# Сборная Тонги по нетболу
Сборная Тонги по нетболу представляет Тонгу на международных соревнованиях по нетболу. Управляющим органом является Ассоциация нетбола Тонги (англ. Tonga Netball Association, Tonga Netball).
По состоянию на 25 июля 2024, сборная Тонги по нетболу занимает 8-е место в мировом рейтинге сборных по нетболу.

## Результаты выступлений

### Чемпионаты мира
| Год       | Место          | Игры           | Победы         | Ничьи          | Поражения      |
| --------- | -------------- | -------------- | -------------- | -------------- | -------------- |
| 1963—1995 | не участвовали | не участвовали | не участвовали | не участвовали | не участвовали |
| 1999      | 22             | 8              | 4              | 0              | 4              |
| 2003—2019 | не участвовали | не участвовали | не участвовали | не участвовали | не участвовали |
| 2023      | 8              | 10             | 4              | 0              | 6              |

### Тихоокеанские игры
| Год       | Место          | Игры           | Победы         | Ничьи          | Поражения      |
| --------- | -------------- | -------------- | -------------- | -------------- | -------------- |
| 1963—1979 | не участвовали | не участвовали | не участвовали | не участвовали | не участвовали |
| 1983      | 3              | .              | .              | .              | .              |
| 1991      | 3              | .              | .              | .              | .              |
| 1995      | 3              | .              | .              | .              | .              |
| 1999      | не участвовали | не участвовали | не участвовали | не участвовали | не участвовали |
| 2003      | 5              | 5              | 2              | 0              | 3              |
| 2007      | не участвовали | не участвовали | не участвовали | не участвовали | не участвовали |
| 2015      | 5              | 6              | 3              | 0              | 3              |
| 2019      | 2              | 5              | 4              | 0              | 1              |
| 2023      | 1              | 6              | 6              | 0              | 0              |

### Тихоокеанские мини-игры
| Год       | Место          | Игры           | Победы         | Ничьи          | Поражения      |
| --------- | -------------- | -------------- | -------------- | -------------- | -------------- |
| 1981      | не участвовали | не участвовали | не участвовали | не участвовали | не участвовали |
| 1985      | 3              | .              | .              | .              | .              |
| 1989      | не участвовали | не участвовали | не участвовали | не участвовали | не участвовали |
| 1993      | 5              | 5              | 3              | 0              | 2              |
| 1997—2001 | не участвовали | не участвовали | не участвовали | не участвовали | не участвовали |
| 2009      | 5              | 3              | 1              | 0              | 2              |
| 2017      | 2              | 3              | 2              | 0              | 1              |